# ワースフェニックス・ノカルド
ワースフェニックス・ノカルド（ロシア語: Ваас Феникс Нокард、ラテン文字転写：Vaas Feniks Nokard、1982年10月下旬 - ）は、ロシア連邦出身で日本国に滞在している難民申請者。この名前は日本で暮らす上での通名であり、本名はVladimir Mezentsev(ウラジーミル・メゼンツェフ)。ミドルネームは不明である。
2021年8月18日に「ロシアから亡命するため」として、ロシアが実効支配する国後島から日本領の北海道本島まで、海を約24km泳いで移動したことで知られる。
国後島はロシア政府と日本政府との間に領土問題（北方領土問題）が存在する微妙な土地のため、ノカルドへの処遇について、日本政府は苦慮することとなった。

## 国後島に関する背景

### 領土問題の存在
国後島は、1855年から1945年にかけて日本（江戸幕府 → 大日本帝国）が領土として主権を行使していたが、第二次世界大戦での敗戦により、1945年からはロシア（ソビエト連邦 → ロシア連邦）が自国の領土として実効支配を行っている。
ロシア政府は同島をサハリン州の南クリル都市管区とし、同島には2018年時点でロシア人が8,531人居住している。
日本政府はロシアによる支配に抗議しており、現在でも「国後島は日本の領土である」として領有権を主張している。
国後島および付近の島々（北方四島）をめぐってロシアと日本との間には領土問題が存在し、日本では『北方領土問題』と称される。

### ノカルドの移動に対する解釈
このため、ノカルドが国後島から北海道本島へ移動したことは、ロシア政府にとっては「ノカルドはロシアの領土である国後島から、日本領土の北海道へ不法入国した」と解釈される。
しかし、日本政府の主張に照らせば、「ノカルドは日本の領土である国後島から、同じく日本領土の北海道へ、国内を移動したのみ」と解釈されることになる。これにより同政府はノカルドへの対応に難しい判断を強いられた。

## 来歴

### 生い立ち
ノカルドはロシア西部ウドムルト共和国の工業都市イジェフスクの出身であり、幼少期に日本の漫画『ドラえもん』などに接したことで日本文化に関心を持ち、日本語の勉強を始めた。のちにインターネットで配信されるようになった日本のテレビドラマを愛好した。また「日本人女性と仲良くなることを夢見た」こともあるという。
2011年には日本へ旅行し、広島市など中国地方を観光したのち、自転車とバスで東京へ行ったほか、路上の演奏家たちと交流するなどした。その後、ビザの期限切れ（オーバーステイ）によってロシアへ強制送還処分を受けた。
同時期、ノカルドはロシアを去りたいという願望に取り憑かれるようになった。日本だけでなくタイやインドネシアからも不法滞在やパスポート偽造の疑いで強制送還されている。
イジェフスクでは地元の電話会社でインターネット関連の技術者として勤務しており、コンピュータの専門知識を有していたが、同社を解雇された。
その後、ロシア極東のウラジオストクへ移り、『日本センター』（日本政府がロシア人の企業家を養成するために設置している事業拠点）で日本語を学んだ。

### プーチンへの反感
ノカルドは2000年からロシア大統領を務めていたウラジーミル・プーチンに対し、当初は特に不満を持たなかったが、2008年にプーチンが大統領を退任したあとも首相に転じて権力を維持した（タンデム体制）ことからプーチンへ反感を持った。さらに2012年にはプーチンが大統領に返り咲き、長期政権が続いて政治が強硬化すると、プーチン政権を批判的に捉えるようになった（ただし反政府運動に参加したことはなかった）。
ノカルドはロシアの野党を支持するマスメディア上で大統領のウラジーミル・プーチンを批判し、政府から調査を受けた経験があった。ロシア本土に在住していた時点で、同国の諜報機関である連邦保安庁に監視されていたという。

### 国後島へ移住
2017年、ロシア政府による極東への移住を推進する制度（国民へ土地1ヘクタールを無償で付与した）を利用して、ノカルドは国後島南部のゴロブニノ（ロシア語: Головнино (Сахалинская область)）（泊村にあたる）近郊のドゥボヴォエへ7万5千ルーブルを持って移住した。この場所を選んだ理由は「海の近くに住みたかった。空気もいいし、南で暖かいと思った」ことだという。
同時に自身の名も『ウラジーミル・メゼンツェフ』から『ワースフェニックス・ノカルド』へと改めた。「ノカルド」は「竜」を意味するロシア語の「Дракон」を逆さにしたアナグラムであり、愛好する合気道に繋がりがあるという。
しかし、ノカルドは島へ到着直後、自らの土地へ行こうとしたところ、連邦保安庁の要員からスパイと疑われて尋問を受けたという。その後も常に監視されていたという。
国後島への移住後は、取得した土地にテント村を作り、世界からの旅行者や日本人を含む自然研究者を宿泊させることを計画していた。しかし、国後島は前述のように国境を接する地域であるため入場規制が厳しく、外国人がほとんど訪れない場所であるため、すぐに行き詰まった（さらに日本政府も国民へ対し、国後島を含む北方領土に入域しないよう要請している）。
その後、用務員やトラクターの運転手、日本人観光客のガイドなどのアルバイトや日雇いの仕事をして暮らし、またダイビングを行って魚介類を採取していた。賃金は少なく、一日働いて2千ルーブル（約3千円）、時給では150～200ルーブル程度であったという。
ノカルドは「国後島ではコネが無いといい仕事に就けず、明るい展望が見出せない。」「だから島には若い人がほとんどいない。」と述べた。また、ロシア政府やロシアメディアは島について「クリル諸島発展計画などの政策で道路や住宅といったインフラの整備が進展し、生活は大きく向上している」と喧伝しているが、ノカルドはそれを実態と異なるとし、「すべてが困難で、企業の活動も大変そうだ。ビジネスマンなど見ない。軍人ばかりで、仕事といえば軍の駐屯地の建設工事くらいだ」と述べている。
移住後もノカルドは海外メディアのインタビューに対し、国後島民としてプーチン政権に批判的な発言を行ったことがあり、たびたび連邦保安庁から警告を受けていた。

### 日本通のゲオルギー・クリンスキーとの交流
国後島内でノカルドは、島民のゲオルギー・クリンスキーから日本語を2年間教わった。
クリンスキーは国後島の中心地ユジノ・クリリスク（日本政府の呼称では古釜布）に住む魚類学者で、2022年1月時点で68歳であった。クリンスキーは島民と日本側とのビザなし交流（北方四島交流事業）で過去に約10度にわたり日本を訪れたことがあり、その多くの機会では札幌市へ約1ヶ月間滞在して毎日平均6時間かけて日本語を学ぶ研修コースを受けていた。そのためクリンスキーは日本への関心が高く、知識も豊富であったため、国後島内では有数の『日本通』とされた。クリンスキーは日本へ興味を持つ島民らから慕われ、日本語を学びたい島民らに「センセイ」と呼ばれており、ユジノ・クリリスクの図書館の一室を借りて日本語を指導していたという。
ノカルドはこのクリンスキーの日本語教室の生徒の一人であり、クリンスキーはノカルドについて「とても勤勉で好奇心が強く、私よりよく知っていることもあった」と語っている。

### 日本への親近
ノカルドは国後島からビザなし交流で札幌へ行こうとしたが、「地元関係者ではない」として参加が認められず、落胆したという。日本側の代表団が島へ訪れた際には交流イベントに参加していた。その後、COVID-19の流行に伴って、2021年にはビザなし交流は停止されていた。
当初ノカルドは国後島を日本国へ返還することに反対していたが、北方領土関連の歴史を学ぶうちに「ロシアは国際法に逆らい島を不法に奪った」「発展しない島の生活も見てやはり日本に返した方がいい」と考えるようになったという。なお、2019年のロシアの世論調査では北方領土の住民の96％が「同地域はロシア領土であり続けるべきである」と回答しており、ノカルドの意見は少数派である。
同島内にあるノカルドの自宅には、壁の一面に日本語で「人は」「幸せ」「意志と良心」「雌竜（めすりゅう）を探している」という文字が書かれていた。これについて、ノカルドは「YouTubeを見てロシア語から翻訳しただけ。特に意味はない。」と述べた。

## 北海道への移動
2021年（令和3年）8月18日、ノカルドは国後島から北海道本島へ、海峡を泳いで渡航した。当時38歳であった。

### 動機
ノカルドは移動の動機について、「ロシアの大統領ウラジーミル・プーチンによる全体主義的な政治へ反発し、外国への亡命を決意した。本来はポーランドか親族のいるドイツに移住する予定であったが、自身のパスポートを盗まれたため、日本へ泳ぐほか選択肢がなかった」と述べた。またパスポートについて「誰かが盗んだと思った。なぜなら特殊な機関にとって私は問題児だったから」と述べており、その「不愉快なできごと」が動機であるとも語っている。

### 渡航
ノカルドは地元のダイバーから中古のウェットスーツを入手し、海峡を横断することについて研究するとともに渡航のための肉体的及び精神的な準備をした。さらに心臓機能を高めるため、ドーピングで悪名高い狭心症治療薬であるメルドニウムを使用していた。
そして8月18日の午前5時、ノカルドはウェットスーツとシュノーケルに方位磁石を装備し、防水袋に荷物を入れて、国後島南部の海岸から出発した。方角を頼りに仰向けに泳いだ（背泳ぎ）。当初は約17km離れた野付半島を目指していたが、方位磁石が故障し、自分がどこを泳いでいるのかわからなくなった。23時間後、翌19日の午前4時、根室海峡を渡って約24km離れた根室振興局管内の標津町へ到着したという。
なお、同時期の根室海峡は水温15℃ほどと冷たく、海流は秒速0.5mほどと激しい。水深は2,500mに達するところもある。さらにサメやシャチが生息し、泳ぐには危険な海域である。ノカルドは「水は冷たく、寒かった。夜になると何も見えなくなり、雨も降った。シャチも怖かった。母親のことを思い浮かべ、もう会えなくなるのか、と思った」「非常に多くのことが怖かった。一つ目はロシアの国境警備隊に捕まることが怖かった。サメに食べられてしまうことも恐れていた、だけど不思議なことに泳いでも泳いでも逮捕されなかった」と語っている。
標津町の海岸へ上陸した後、ノカルドは疲労のため、30分間横たわり休憩した。たどり着いたときには「喜びの感覚であふれていた」という。その後、着替えて歩き出した。出発前に国後島の商店で両替した日本円3万円を所持しており、標津町内のコンビニエンスストアでサンドイッチなど飲食物を購入したほか、ホームセンターで靴やリュックサックなどを購入したという。応対した従業員は「ジェスチャーでやりとりしたが、不審な様子はなかった」と語った。
ノカルドが国後島の海岸へ乗り捨てたオートバイには置き手紙が設置され、「これの売却代金を、日本にいる自分宛に送金してほしい」と記載されていたという。また、ノカルドは北海道へ到達後、SNSで国後島内の友人へ同様の要望を行ったという。
8月24日、標津町の中心部から北に約6km離れた海岸で、ノカルドのものとみられるウェットスーツなどが発見された。また、標津町内の複数の防犯カメラにもノカルドの姿が映っていたことが確認された。

### 保護・拘束
8月19日午後5時45分頃、ノカルドは日本の警察から保護・拘束された。標津町の住民がノカルドへ声をかけ、ノカルドは「泳いで」「国後から」「パスポートない」など、たどたどしい日本語で話した。住民は中標津警察署へ通報し、警察官が標津駐在所前でノカルドを保護した。同署はヘリコプターでノカルドを札幌市に送り、札幌出入国在留管理局へ身柄を引き渡した。
日本政府の主張に従えば「ノカルドは日本国内を移動したのみ」という解釈になるため、同政府は対応に苦慮し、8月23日時点で内閣官房長官の加藤勝信は「事実関係をよく確認の上、適切な対応を図っていきたい」と述べるにとどめた。

## 難民申請

### 難民認定の申請
8月27日、ノカルドは日本政府へ難民認定を申請した。なお、前年2020年の日本における難民の認定率はわずか約1.2%である。
9月9日、ノカルドは「ロシアでなければどこの国でもいい。平穏な生活を送りたい。ロシアには送り返さないでほしい。プーチン政権の時には少なくとも。」「今のプーチンには誰も逆らえない。黙っているか、国を出るかどちらかしかない。」と述べた。
9月11日までに在札幌ロシア連邦総領事館からノカルドへ面会の申し出が3回あったが、ノカルドは「すべて断った。何を話したいのかわからない」と語った。
9月11日、ノカルドは朝日新聞の取材に対し、今後の日露関係について、2017年にビザなし交流への参加が認められずに落胆した経験から、「ビザのいらない自由往来、自由訪問にしてほしい」と強調した。

### 東日本入国管理センターへ移送
9月中旬には茨城県牛久市の東日本入国管理センターへ移送された。同センターには当時20名強の外国人が収容されており、ノカルドは20畳ほどの大部屋に1人で収容された。ノカルドは国際電話用のカードを購入し、故郷の母と電話で話した（自身のスマートフォンは没収されて利用できず、母の電話番号だけを暗記していた）。「ロシアではストレスがあったが、今はホッとした気分だ」とも語った。部屋にテレビは設置されていたものの日本語を聞き取れず、退屈に過ごした。
なお、上記を報道した朝日新聞社による取材のための面会の際には、記者らとノカルドの他に、入国管理センターの職員が2名同席した。『牛久問題を考える会』代表の田中喜美子によれば、田中が過去20年以上にわたり同センターを訪れた中で、職員が2人も同席したことは一度もなかったという。田中は「ノカルドの面会を監視するためではないか」と推測した。
その後、難民認定は出入国在留管理庁から「不認定」とされたが、ノカルドはそれを不服とする審査請求を行ったため、ロシアへの強制送還は当面は実行されなくなった。

### 仮放免
10月15日以前に、一時的に強制収容を解除される仮放免が認められ、入国管理センターから出所した。なお、仮放免の身分では就労は認められない。
その後12月までに支援団体の援助を受け、日本国内某所にて現地住民にも身元を知られることなく生活しており、翌年の7月現在も姿を隠している。

### ウクライナ侵攻に対する見解
2022年4月9日、ノカルドは共同通信の取材に対し、ロシアによるウクライナ侵攻を非難した上で「ロシアに残っていたら、戦地に送り込まれていたかもしれない」と語り、自らの判断は正しかったと振り返った。また7月4日のHTBニュースのインタビューで「（ウクライナ侵攻は）国益のためだと私の親戚たちも思っているようだが私の意見ではそれはファシズムだ」と述べた。